# Atomsonde

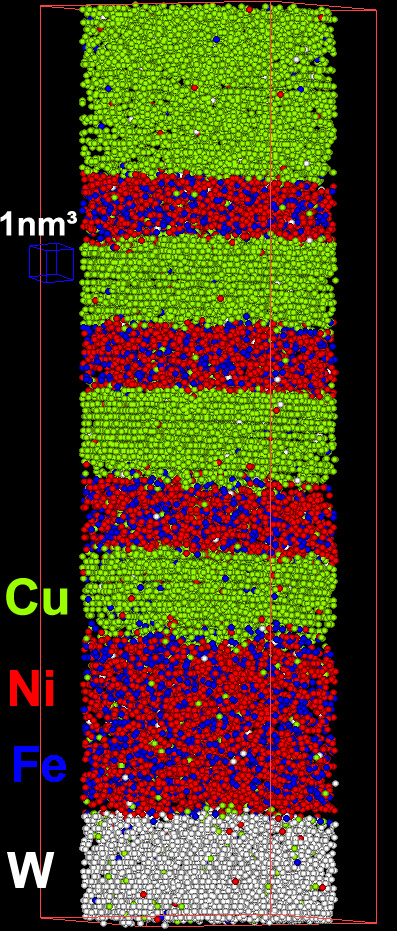
3D-Darstellung von Atomsondendaten eines Cu/Ni-Fe-Multilayersystems. Bei genauer Betrachtung kann man im Cu (grün) horizontale Netzebenen erkennen.

Die Atomsonde ist ein Analysegerät der Materialwissenschaften. Sie ermöglicht die Identifikation der Masse einzelner Atome, die von einer sehr scharfen Spitze aus einem elektrisch leitenden Material mittels Feldverdampfung abgelöst werden. Ist es möglich, durch Verwendung eines geeigneten Detektors, dreidimensionale Daten vieler Atome zu gewinnen, so bezeichnet man sie auch als tomographische Atomsonde (englisch tomographic atom probe, TAP) oder dreidimensionale Atomsonde (3DAP). Obwohl es auch Atomsonden gibt, die nur eine eindimensionale Analyse erlauben, ist gewöhnlich die tomographische Atomsonde gemeint.

## Funktionsweise
Man kann das TAP als Weiterentwicklung oder Ergänzung des Feldionenmikroskops verstehen, der experimentelle Aufbau ist ähnlich. Eine sehr scharfe Spitze eines elektrisch leitenden Materials mit einem Spitzenradius in der Größenordnung von 10 bis 100 nm wird elektrochemisch oder per Ionenfeinstrahlanlage (FIB) hergestellt. Unter Ultrahochvakuumbedingungen und bei Temperaturen an der Spitze von 20 bis 100 K wird ein elektrisches Feld mit einer Spannung von 2 bis 15 kV angelegt, dessen Feldstärke noch nicht ausreicht, um ein Ablösen der Atome (Feldverdampfung) von der Spitze zu bewirken. Zusätzlich zu dieser Basisspannung wird ein sehr kurzer Spannungspuls in der Größenordnung von 10 bis 25 % der Basisspannung gegeben, so dass die Feldstärke kurzfristig ausreicht, um eine Feldverdampfung einzelner Atome zu ermöglichen. Alternativ kann ein kurzer Laserpuls verwendet werden. Die Pulse sind so kurz, dass durchschnittlich nur etwa alle 10–100 Pulse ein Atom abgelöst wird. Ist die Anzahl der abgelösten Atome zu niedrig oder zu hoch, so wird im Verlauf der Messung die Basisspannung geändert.
Das als positiv geladenes Ion abgelöste Atom wird durch das elektrische Feld zu einem Detektor gelenkt. Da der Zeitpunkt, zu dem es abgelöst wurde (der Zeitpunkt des letzten Pulses) bekannt ist, kann aus der Flugzeit die Masse des Atoms bestimmt werden (wie bei anderen Flugzeitmassenspektrometern).
Die x- und y-Position der Atome kann aus dem Ankunftsort auf dem Detektor ermittelt werden. Zur Bestimmung der z-Position wird die Reihenfolge der Ankunft der Atome benutzt. Später eingetroffene Atome befanden sich weiter unten innerhalb der Spitze als früher eingetroffene Atome. Zusätzlich zu diesem simplen Prinzip müssen noch Korrekturen vorgenommen werden, die durch die (meist als halbkugelförmig angenommene) Spitzengeometrie bedingt sind.
Die Positionsbestimmung in z-Richtung ist genau genug, um in den rekonstruierten Daten einzelne Netzebenen unterscheiden zu können (einige Hundertstel Nanometer). Die Auflösung in x- und y-Richtung beträgt einige Zehntel Nanometer.
Insgesamt können dabei mehrere Millionen Atome gemessen werden, bei den neuesten Atomsonden, die sich insbesondere durch große Detektortransmission auszeichnen, sind mehr als 500 Millionen Atome pro Messung möglich. Dies entspricht einem Volumen von mehreren zig-Hundert Kubiknanometer.

## Anwendungsgebiete
Einige Anwendungsgebiete des TAP sind (keine vollständige Liste)
- Mehrschichtsysteme (z. B. TMR-, GMR-Systeme)
- Cluster, Ausscheidungen, besonders in frühen Stadien, die mit Transmissionselektronenmikroskopie nicht analysierbar sind
- Ordnungsbestimmung
- Stöchiometrie kleinskaliger Materialien

Mittels elektrischer Pulse lassen sich prinzipiell nur Materialien mit einer gewissen elektrischen Leitfähigkeit untersuchen. Durch Laserpulse lassen sich auch weniger leitfähige Materialien und Isolatoren untersuchen.